# Grigore Silaşi
Grigore Silaşi, magyar forrásokban Szilasi Gergely (Bethlen (Szolnok-Doboka megye), 1836. január 27. – Naszód, 1897. január 17.) román irodalomtörténész, egyetemi tanár, a Román Akadémia  tiszteleti tagja.

## Élete
A gimnáziumot Désen és Kolozsvárt, az egyetemet Bécsben végezte, ahol 1865-ben esperesi ranggal szemináriumi igazgató lett. 1872. október 20-tól 1886. június 30-ig a kolozsvári egyetemen a román nyelv- és irodalom rendes tanára és tagja volt a bukaresti tudományos Akadémiának. Az 1883-1884-es tanévben a bölcsészkar dékánja volt. A vezetőséggel támadt konfliktusa miatt először szabadságolták, majd eltanácsolták az egyetemről. Utána  középiskolai tanárként dolgozott. 1877-ben a Román Akadémia tiszteleti tagja lett.
Cikkei az Erdélyi Múzeumban: A dácziai román nyelv régisége, 1874; A maczedoniai román nyelvjárás, 1875.

## Munkái
- Wisemann Fabiolájának rumén ford. Bécs, 1862.
- Renascerea limbei românesci. Kolozsvár, 1879.
- Apologie. Kolozsvár, 1879.

### Kéziratban
- A rumén irodalom története az új korban.